# Pelagius Schläpfer

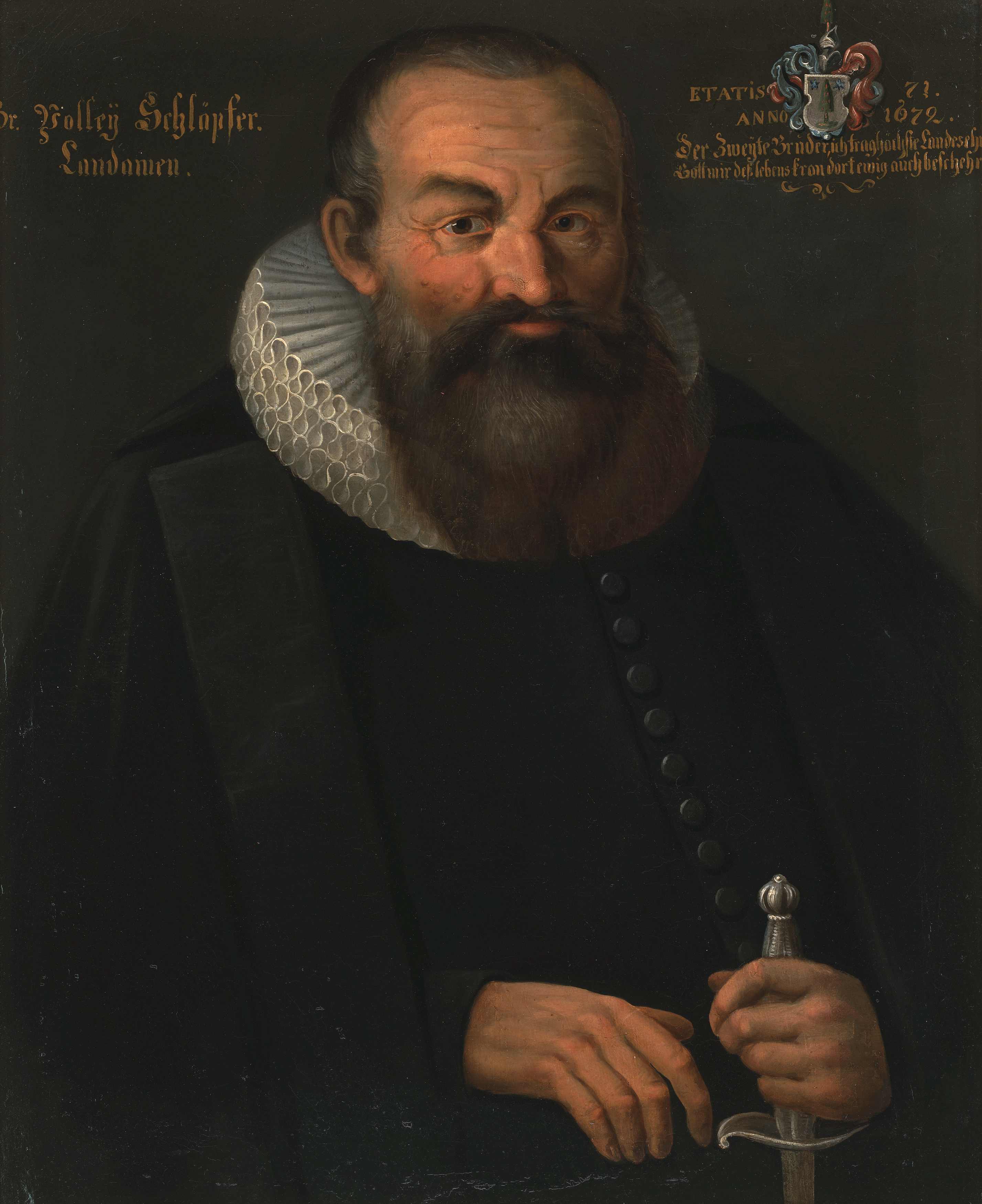
Pelagius Schläpfer, 12. Landammann von Appenzell Ausserrhoden 1666–1680

Pelagius Schläpfer (* 8. August 1601 in Trogen; † 4. November 1680 ebenda; heimatberechtigt ebenda) war ein Schweizer Textilhändler, Landeszeugherr, Landesstatthalter, Tagsatzungsgesandter und Landammann aus dem Kanton Appenzell Ausserrhoden.

## Leben
Pelagius Schläpfer war wohl ein Sohn von Jörg Schläpfer, erster Leinwandfabrikant in Appenzell Ausserrhoden und Wirt, und Katharina Sonderegger. Er ehelichte 1632 Magdalena Zellweger, Tochter von Hans Zellweger, Wirt und Gemeindehauptmann. Danach heiratete er 1658 Barbara Furter, Tochter von Ulrich Furter, Hofammann von Marbach. 1670 nahm er Anna Niederer zu seiner dritten Ehefrau.
Schläpfer arbeitete wahrscheinlich zunächst als Leinwandhändler und Wirt. Wie sein mutmasslicher Halbbruder Ulrich Schläpfer kam er zu höchsten politischen und militärischen Ehren. Er verfolgte aber im Gegensatz zu diesem eine versöhnlichere Politik gegenüber Appenzell Innerrhoden. Schläpfer war ab 1637 Landeszeugherr. Ab 1647 amtierte er als Gemeindehauptmann von Trogen. Von 1654 bis 1666 wirkte er als Ausserrhoder Landesstatthalter und von 1658 bis 1678 als Tagsatzungsgesandter. Von 1666 bis 1680 amtierte er als Ausserrhoder Landammann. Dank seiner Autorität vermochte er vorerst zu verhindern, dass die sogenannte Strogler Rhod, sein Wohnort um den Hof Wald, dem Beispiel der Gemeinde Rehetobel folgte, sich von Trogen ablöste und selbständig machte. Die Gründung der Gemeinde Wald erfolgte erst nach Schläpfers Tod im Jahre 1686.